# Championnats d'Europe de VTT 2017
Navigation
2016 2018
Les championnats d'Europe de VTT 2017 ont lieu du 27 au 30 juillet 2017, à Darfo Boario Terme en Italie. Ils sont organisés par l'Union européenne de cyclisme (UEC).
Ces championnats devaient se dérouler à Istanbul en Turquie. L'UEC a cependant pris en avril la décision de les déplacer en Italie, « compte tenu de la faible participation annoncée des Fédérations Nationales avec l’absence d’une grande partie des nations phares du VTT et en regard de la retransmission en direct des courses et la volonté de proposer aux spectateurs des courses attractives ».

## Résultats

### Cross-country
| Épreuves               | Or                                                                                    | Argent                                                                                      | Bronze                                                                              |
| ---------------------- | ------------------------------------------------------------------------------------- | ------------------------------------------------------------------------------------------- | ----------------------------------------------------------------------------------- |
| Hommes                 | Florian Vogel                                                                         | Julien Absalon                                                                              | Manuel Fumic                                                                        |
| Hommes moins de 23 ans | Gioele Bertolini                                                                      | Nadir Colledani                                                                             | Simon Andreassen                                                                    |
| Hommes juniors         | Jofre Cullell                                                                         | Alexandre Balmer                                                                            | Benjamin Le Ny                                                                      |
| Femmes                 | Yana Belomoyna                                                                        | Linda Indergand                                                                             | Gunn-Rita Dahle                                                                     |
| Femmes moins de 23 ans | Sina Frei                                                                             | Alessandra Keller                                                                           | Anne Tauber                                                                         |
| Femmes juniors         | Laura Stigger                                                                         | Loana Lecomte                                                                               | Caroline Bohé                                                                       |
| Relais mixte           | Suisse Filippo Colombo Joel Roth Linda Indergand Alessandra Keller Andri Frischknecht | Danemark Sebastian Fini Alexander Young Andersen Caroline Bohé Simon Andreassen Malene Degn | Italie Gerhard Kerschbaumer Chiara Teocchi Juri Zanotti Marika Tovo Nadir Colledani |

### Cross-country eliminator
| Épreuves | Or                    | Argent            | Bronze         |
| -------- | --------------------- | ----------------- | -------------- |
| Hommes   | Titouan Perrin-Ganier | Daniel Federspiel | Jeroen van Eck |
| Femmes   | Kathrin Stirnemann    | Barbora Průdková  | Anne Terpstra  |

### Cross-country marathon
Les championnats d'Europe de cross-country marathon ont lieu le 13 août à Svit en Slovaquie.
| Épreuves      | Or                 | Argent          | Bronze             |
| ------------- | ------------------ | --------------- | ------------------ |
| Hommes 134 km | Tiago Ferreira     | Alban Lakata    | Karl Platt         |
| Femmes 78 km  | Christina Kollmann | Claudia Galicia | Angelika Tazreiter |

## Tableau des médailles
| Rang  | Nation    | Or | Argent | Bronze | Total |
| ----- | --------- | -- | ------ | ------ | ----- |
| 1     | Suisse    | 4  | 3      | 0      | 7     |
| 2     | France    | 1  | 2      | 1      | 4     |
| 3     | Italie    | 1  | 1      | 1      | 3     |
| 4     | Autriche  | 1  | 1      | 0      | 2     |
| 5     | Espagne   | 1  | 0      | 0      | 1     |
| 5     | Ukraine   | 1  | 0      | 0      | 1     |
| 7     | Danemark  | 0  | 1      | 2      | 3     |
| 8     | Tchéquie  | 0  | 1      | 0      | 1     |
| 9     | Pays-Bas  | 0  | 0      | 3      | 3     |
| 10    | Allemagne | 0  | 0      | 1      | 1     |
| 10    | Norvège   | 0  | 0      | 1      | 1     |
| Total | Total     | 9  | 9      | 9      | 27    |